# 朔州 (前趙)
朔州是五胡十六国中前赵、后赵的州。
光初三年（320年），刘曜在高平（治所在宁夏固原市原州区）设置朔州。下辖郡县不详。石勒灭刘曜，朔州之地被后赵所得。后赵的朔州管理一直到河套地区的广大范围，后赵灭亡后，前秦不再设朔州。